# カンピオナート・セアレンセ
カンピオナート・セアレンセ (Campeonato Cearense) は、ブラジル・セアラー州のサッカーリーグである。セアラー州サッカー連盟 (Federação Cearense de Futebol, FCF) が主催する。日本ではセアラー州選手権の名称で紹介されることが多い。

## 大会方式
カンピオナート・セアレンセは3部まで存在し、各レベルで大会方式が異なる。

### セリエA (1部)
10クラブが前半・後半戦を行う。前後半それぞれ3ステージに分かれている。
- ファーストステージ - 1回総当たり戦を行う。

- セカンドステージ - ファーストステージ上位4クラブが1位VS4位、2位VS3位の組み合わせで2回対戦する。

- サードステージ - セカンドステージ勝者が2回対戦する。

前半・後半の優勝クラブで決勝を行い、勝者がカンピオナート・セアレンセ優勝となる。前後半で同じクラブが優勝した場合、決勝は行われない。

### セリエB (2部)
10クラブが3ステージを戦う。
- ファーストステージ - 2回総当たり戦を行う。

- セカンドステージ - ファーストステージ上位6クラブが2回総当たり戦を行う。

- サードステージ - セカンドステージ上位2クラブが対戦し、優勝クラブは1部に昇格する。

下位2クラブは3部に降格する。

### セリエC (3部)
16クラブが2ステージを戦う。
- ファーストステージ - 4つのグループに分かれる。各グループで2回総当たり戦を行う。各グループ上位2クラブはセカンドステージに進む。

- セカンドステージ - 8クラブが2つのグループに分かれる。各グループで2回総当たり戦を行う。各グループ上位2クラブはサードステージに進む。

- サードステージ - 4クラブで2回総当たり戦を行い、上位2クラブは2部へ昇格する。

## 参加クラブ
2017年シーズン セリエA
- セアラー
- フェロヴィアリオ（ポルトガル語版）
- フォルタレーザ
- グアラニ・デ・ジュアゼイロ（ポルトガル語版）
- グアラニー・デ・ソブラル（ポルトガル語版）
- オリゾンテ（ポルトガル語版）
- イタピポーカ（ポルトガル語版）
- マラングアペ（ポルトガル語版）
- チラデンテス（ポルトガル語版）
- ウニクリニック（ポルトガル語版）

## 歴代優勝クラブ
- 1915 セアラー
- 1916 セアラー
- 1917 セアラー
- 1918 セアラー
- 1919 セアラー
- 1920 フォルタレーザ
- 1921 フォルタレーザ
- 1922 セアラー
- 1923 フォルタレーザ
- 1924 フォルタレーザ
- 1925 セアラー
- 1926 フォルタレーザ
- 1927 フォルタレーザ
- 1928 フォルタレーザ
- 1929 マグアリ
- 1930 オリオン
- 1931 セアラー
- 1932 セアラー
- 1933 フォルタレーザ
- 1934 フォルタレーザ
- 1935 アメリカ
- 1936 マグアリ
- 1937 フォルタレーザ
- 1938 フォルタレーザ
- 1939 セアラー
- 1940 トランワイス
- 1941 セアラー
- 1942 セアラー
- 1943 マグアリ
- 1944 マグアリ

- 1945 フェロヴィアリオ
- 1946 フォルタレーザ
- 1947 フォルタレーザ
- 1948 セアラー
- 1949 フォルタレーザ
- 1950 フェロヴィアリオ
- 1951 セアラー
- 1952 フェロヴィアリオ
- 1953 フォルタレーザ
- 1954 フォルタレーザ
- 1955 カロウロス・ド・アル
- 1956 ジェンチランジア
- 1957 セアラー
- 1958 セアラー
- 1959 フォルタレーザ
- 1960 フォルタレーザ
- 1961 セアラー
- 1962 セアラー
- 1963 セアラー
- 1964 フォルタレーザ
- 1965 フォルタレーザ
- 1966 アメリカ
- 1967 フォルタレーザ
- 1968 フェロヴィアリオ
- 1969 フォルタレーザ
- 1970 フェロヴィアリオ
- 1971 セアラー
- 1972 セアラー
- 1973 フォルタレーザ
- 1974 フォルタレーザ

- 1975 セアラー
- 1976 セアラー
- 1977 セアラー
- 1978 セアラー
- 1979 フェロヴィアリオ
- 1980 セアラー
- 1981 セアラー
- 1982 フォルタレーザ
- 1983 フォルタレーザ
- 1984 セアラー
- 1985 フォルタレーザ
- 1986 セアラー
- 1987 フォルタレーザ
- 1988 フェロヴィアリオ
- 1989 セアラー
- 1990 セアラー
- 1991 フォルタレーザ
- 1992 FOR / CEA / ICA / TIR[1]
- 1993 セアラー
- 1994 フェロヴィアリオ
- 1995 フェロヴィアリオ
- 1996 セアラー
- 1997 セアラー
- 1998 セアラー
- 1999 セアラー
- 2000 フォルタレーザ
- 2001 フォルタレーザ
- 2002 セアラー[2]
- 2003 フォルタレーザ
- 2004 フォルタレーザ

- 2005 フォルタレーザ
- 2006 セアラー
- 2007 フォルタレーザ
- 2008 フォルタレーザ
- 2009 フォルタレーザ
- 2010 フォルタレーザ
- 2011 セアラー
- 2012 セアラー
- 2013 セアラー
- 2014 セアラー
- 2015 フォルタレーザ
- 2016 フォルタレーザ

[1]1992年はフォルタレーザ、セアラー、イカザ、チラデンテスの同時優勝
[2]フォルタレーザの違反により繰り上げ優勝

## クラブ別優勝回数
| クラブ               | 優勝 | 優勝年 |
| -------------------- | ---- | --- |
| セアラー             | 43   | 1915, 1916, 1917, 1918, 1919, 1922, 1925, 1931, 1932, 1939, 1941, 1942, 1948, 1951, 1957, 1958, 1961, 1962, 1963, 1971, 1972, 1975, 1976, 1977, 1978, 1980, 1981, 1984, 1986, 1989, 1990, 1992, 1993, 1996, 1997, 1998, 1999, 2002, 2006, 2011, 2012, 2013, 2014 |
| フォルタレーザ       | 41   | 1920, 1921, 1923, 1924, 1926, 1927, 1928, 1933, 1934, 1937, 1938, 1946, 1947, 1949, 1953, 1954, 1959, 1960, 1964, 1965, 1967, 1969, 1973, 1974, 1982, 1983, 1985, 1987, 1991, 1992, 2000, 2001, 2003, 2004, 2005, 2007, 2008, 2009, 2010, 2015, 2016             |
| フェロヴィアリオ     | 9    | 1945, 1950, 1952, 1968, 1970, 1979, 1988, 1994, 1995 |
| マグアリ             | 4    | 1929, 1936, 1943, 1944 |
| アメリカ             | 2    | 1935, 1966 |
| オリオン             | 1    | 1930 |
| トランワイス         | 1    | 1940 |
| カロウロス・ド・アル | 1    | 1955 |
| ジェンチランジア     | 1    | 1956 |
| イカザ               | 1    | 1992 |
| チラデンテス         | 1    | 1992 |